# Micropythia carinata
Micropythia carinata är en kräftdjursart. Micropythia carinata ingår i släktet Micropythia och familjen Hyalidae. Inga underarter finns listade i Catalogue of Life.